# Роки и Мъгси
Роки и Мъгси (на английски: Rocky и Mugsy) са анимационни герои от филмчетата на „Шантави рисунки“ и „Весели мелодии“ на Warner Bros. Създадени са от Фриц Фреленг.
Като аниматор, Фриц Фреленг се забавлява да създава нови противници на звездата на Уорнър - Бъгс Бъни, понеже започва да чувства, че другите му врагове, като лешояда Бийки и Елмър Фъд, са твърде глупави, за да предложат на заека истинско предизвикателство.
Те също се появяват и в епизоди на „Загадките на Силвестър и Туити“ и „Дък Доджърс“.